# دودو پارابیا
دودو پارابیا (به پرتغالی: Carlos Eduardo de Souza Tomé) مدافع اهل برزیل است که در شهر Mari، پارائیبا و در تاریخ ۱۱ مارس ۱۹۸۵ به دنیا آمده‌است.
دودو پارابیا در تیم‌های فوتبال Vitória (BA) سابقهٔ حضور دارد.